# Idioma eyak
El eyak es una lengua recientemente extinta de la familia na-dené tradicionalmente hablada por los eyak, situada en el área sur de Alaska central, cerca de la desembocadura del río Copper.

## Aspectos históricos, sociales y culturales

### Distribución
Numerosos topónimos usados por los tlingit de la costa del golfo son nombres de origen Eyak. Muchos de esos nombres no son transparentes para los tlingit, que por otra parte han mantenido una tradición oral sobre el significado original de dichos nombres en eyak. La existencia de nombres tlingits derivados de eyak a lo largo de la mayor parte de la costa sureste de Alaska es una fuerte evidencia de que en tiempos prehistóricos el eyak se extendía por un área mucho mayor que la que ocupaba cuando los primeros europeos llegaron al área de los eyaks. Estos hechos sugeridos son confirmados tanto por las historias orales mantenidas entre los tlingits y los eyaks sobre la migración a través de esa región.

### Extinción
Marie Smith Jones (nacida el 14 de mayo de 1918 – fallecida, 21 de enero de 2008) que vivía en Cordova (Alaska) era la última hablante nativa conocida, y la última indígena eyak no mestiza. Debido a la desaparición progresiva de sus hablantes, el eyak se convirtió en un símbolo de la lucha contra la extinción lingüística.
El creciente uso del inglés y la supresión de las lenguas indígenas originales no son las únicas razones que explican el declive del idioma eyak. La migración hacia el norte de los tlinglit en el área de la bahía de Yakutat poco antes del contacto con los europeos favoreció el uso del tlingit a expensas del eyak a lo largo de la costa pacífica de Alaska. Los eyak también sufrieron la presión de sus vecinos del oeste, los alutiiq del estrecho del príncipe Guillermo, así como la presión de los pueblos del valle del río Copper. Las culturas eyak y tlingit empezaron a converger a lo largo de la costa del golfo de Alaska, y un cierto número de hablantes de eyak fueron absorbidos por las poblaciones tlingits de la costa. Esos fenómenos provocaron un proceso de sustitución lingüística del eyak en favor del tlingit entre la mayor parte de las poblaciones metizadas de ambas etnias en unas pocas generaciones, tal como narran las historias tradicionales tlingits de la región.

### Renacimiento
En junio de 2010, el Anchorage Daily News publicó un artículo sobre Guillaume Leduey, un estudiante francés universitario que mostraba una conexión inesperada con la lengua eyak. Desde los 12 años, había estado aprendiendo eyak, utilizando materiales impresos y DVD educativos que obtuvo del Alaska Native Language Center. Durante ese tiempo, nunca viajó a Alaska, o conversó con Marie Smith Jones, la última hablante nativa.
Ese mismo mes, Leduey viajó a Alaska y se encontró con el Michael E. Krauss, destacado lingüista y profesor emérito de la Universidad de Alaska Fairbanks. Krauss ayudó a Leduey con la pronunciación fonológica correcta del eyak, y proporcionó mayor instrucción gramática y morfología procedente de historias eyak tradicionales previamente documentadas. En junio de 2001, Leduey volvió a Alaska para impartir talleres sobre lengua eyak en Anchorage y Cordova. Actualmente se le considera un hablante fluido de la lengua, traductor e instructor de Eyak A pesar de su competencia de Guillaume Leduey en la lengua, el eyak se considera una lengua extinta ya que no existe ningún hablante nativo de la lengua. Actualmente, Guillaume proporciona instrucción y ayuda al Eyak Language Project desde Francia.

## Descripción lingüística

### Clasificación
El eyak no está muy cercanamente emparentado con ninguna otra lengua conocida, aunque sí muestra un parentesco, aunque no cercano, con las lenguas atapascas. El grupo eyak-atapasco, junto con el idioma tlingit que está más distantemente emparentado con ellos, forma el núcleo de las lenguas na-dené. Recientemente se ha propuesto que estas lenguas podrían tener un parentesco con las lenguas yeniseicas (y algunos autores han sostenido que el idioma haida podría estar también emparentado, pero esa propuesta ha sido más severamente criticada).

### Fonología
El inventario consonántico viene dado por:
|             |             | Bilabial | Alveolar  | Alveolar  | Postalveolar | Palantal | Velar   | Velar   | Uvular  | Glotal |
| central     | lateral     | Bilabial | simple    | labial.   | Postalveolar | Palantal |         |         | Uvular  | Glotal |
| ----------- | ----------- | -------- | --------- | --------- | ------------ | -------- | ------- | ------- | ------- | ------ |
| Oclusiva    | no-aspirada |          | d [t]     |           |              |          | g [k]   | gw [kʷ] | g̣ [q]   |        |
| Oclusiva    | aspirada    |          | t [tʰ]    |           |              |          | k [kʰ]  |         | q [qʰ]  |        |
| Oclusiva    | eyectiva    |          | t' [tʼ]   |           |              |          | k' [kʼ] |         | q' [qʼ] | ' [ʔ]  |
| Africada    | no-aspirada |          | dz [ts]   | dl [tɬ]   | j [tʃ]       |          |         |         |         |        |
| Africada    | aspirada    |          | ts [tsʰ]  | tl [tɬʰ]  | ch [tʃʰ]     |          |         |         |         |        |
| Africada    | eyectiva    |          | ts' [tsʼ] | tl' [tɬʼ] | ch' [tʃʼ]    |          |         |         |         |        |
| Fricativa   | Fricativa   |          | s [s]     | ł [ɬ]     | sh [ʃ]       |          | x [x]   | xw [xʷ] | x̣ [χ]   | h [h]  |
| Nasal       | Nasal       | (m [m])  | n [n]     |           |              |          |         |         |         |        |
| Aproximante | central     |          |           |           |              | y [j]    |         | w [w]   |         |        |
| Aproximante | lateral     |          |           | l [l]     |              |          |         |         |         |        |
Nota: /w/ es sólo ligeramente labial, mientras que /m/ no es un sonido patrimonial del eyak.
El inventario vocálico es:
|          | Tensa/Larga | Tensa/Larga | Tensa/Larga | Laxa/Breve    | Laxa/Breve | Laxa/Breve |
| anterior | central     | posterior   | anterior    | central       | posterior  |            |
| cerrada  | i· [iː]     |             | u· [uː]     | i [ɪ]         |            | u [ʊ]      |
| media    | e· [eː]     |             |             | e [ɛ] / æ [ɛ] | a [ə]      |            |
| abierta  | a· [aː]     |             |             | a [a]         |            |            |
Las vocales seguidas de "n" se articulan como vocales nasales.

### Enlaces exteriores
- Native Village of Eyak (official homepage of the Tribe)
- An Eyak speaker
- Alaska Native Language Center
- Wrangell's 1839 Comparative Word-List of Alaskan languages Archivado el 19 de noviembre de 2012 en Wayback Machine. (includes Eyak)
- BBC News article about death of last native speaker, with her picture. (Article date January 24, 2008).
- Eyak Preservation Council
- From Stewards to Shareholders: Eyaks Face Extinction (interview).
- The Eyak Corporation (ANSCA Corporation)
- Extinct Alaska Native language draws French student's interest
- "In Alaska, a Frenchman Fights to Revive the Eyak's Dead Tongue" Jim Carlton, The Wall Street Journal, 10 August 2010

- Datos: Q27480